# ESky.pl
eSky Group – polskie przedsiębiorstwo z branży turystycznej, założone w 2004 roku i działające na ponad 50 rynkach w Europie, Ameryce Południowej i Ameryce Północnej, a także w niektórych krajach Afryki, Azji i Pacyfiku. Jako internetowa platforma podróży i touroperator oferuje city breaki i wakacje w formie pakietów dynamicznych łączących lot i hotel, a także osobno bilety lotnicze, noclegi oraz dodatkowe usługi dla podróżnych (m.in. ubezpieczenia, wypożyczanie samochodów i jachtów, transfery lotniskowe, parkingi, a także bilety wstępu do atrakcji i na wydarzenia sportowe) na całym świecie na bazie autorskiej wyszukiwarki produktów – eSky Travel Search.
Przedsiębiorstwo prowadzi działalność pod markami: eSky (Europa, Ameryka Północna, Afryka, Azja i Oceania), eDestinos (Ameryka Łacińska) oraz Thomas Cook (Wielka Brytania, Holandia, Belgia). Przedsiębiorstwo jest agentem akredytowanym przez Międzynarodowe Zrzeszenie Przewoźników Powietrznych (IATA).

## Charakterystyka
Przedsiębiorstwo działa na rynkach w Europie (Austria, Belgia, Bośnia i Hercegowina, Bułgaria, Chorwacja, Czechy, Dania, Finlandia, Hiszpania, Holandia, Irlandia, Mołdawia, Niemcy, Norwegia, Polska, Portugalia, Rumunia, Serbia, Słowacja, Szwajcaria, Szwecja, Turcja, Węgry, Wielka Brytania i Włochy), w Ameryce Południowej (Argentyna, Boliwia, Brazylia, Chile, Dominikana, Gwatemala, Honduras, Kolumbia, Kostaryka, Nikaragua, Panama, Paragwaj, Peru, Portoryko i Salwador), w Ameryce Północnej (Stany Zjednoczone, Meksyk), Afryce (Maroko, Egipt, Nigeria, Kenia i RPA) oraz regionie Azji i Pacyfiku. eSky Group ma oddziały w 3 krajach: Polsce (siedziba), Bułgarii i Rumunii. Na rynkach południowoamerykańskich znana jest jako eDestinos.
eSky oferuje bilety lotnicze blisko 600 przewoźników z całego świata, rezerwacje hotelowe (ponad 1,3 miliona obiektów), również w postaci autorskiej oferty City Break i Wakacje Lot+Hotel znanej w branży turystycznej jako dynamiczne pakietowanie, a także ubezpieczenia podróżne oraz usługi związane z wypożyczaniem samochodów, transfery lotniskowe i rezerwację miejsc parkingowych przy lotniskach. Firma rozwija również eSky Travel Search – autorską wyszukiwarkę produktów turystycznych.
Siedziba rejestrowa eSky Group i centrala operacyjna znajduje się w Katowicach.

## Historia
Firma została założona przez Łukasza Habaja, Łukasza Kręskiego oraz Agnieszkę i Piotra Stępniewskich w 2004 roku i początkowo zajmowała się obsługą wyjazdów w ramach programu Work and Travel. Od 2005 roku zajmuje się sprzedażą biletów lotniczych za pośrednictwem własnego serwisu internetowego. W 2009 roku uruchomiono system internetowej rezerwacji miejsc hotelowych i sprzedaży ubezpieczeń podróżnych, a w 2015 usługę wynajmu samochodów. W wyniku transformacji biznesowej w kierunku platformy do rezerwacji podróży i touroperatora, w 2023 roku eSky Group wprowadziła ofertę pakietów dynamicznych City Break i Wakacje, łącząc je z pozostałymi usługami dostępnymi na platformie.
Od 2008 roku spółka prowadzi działalność na rynkach zagranicznych, m.in. poprzez lokalne oddziały w krajach Europy i Ameryki Południowej. W tym okresie uruchomiona została wyszukiwarka produktów turystycznych – eSky Travel Search (ETS), która obecnie jest wykorzystywana także przez partnerów zewnętrznych, m.in. Onet.pl, Fly4Free.pl i Pasazer.com.
W 2014 roku spółka pozyskała inwestora zewnętrznego w postaci funduszu private equity. Rok później przejęła spółkę TravelTECH, zajmującą się tworzeniem i rozwijaniem oprogramowania dla branży turystycznej. W 2015 roku firma sprzedała ponad milion biletów lotniczych i osiągnęła przychód wysokości 1 miliarda złotych.
W 2016 roku nastąpiły zmiany w samym zarządzie spółki, które miały związek ze zmianą modelu zarządzania – z właścicielskiego na menadżerski. W latach 2016–2017 Prezesem Zarządu eSky Group był były prezes Polskich Linii Lotniczych LOT Sebastian Mikosz.
W czerwcu 2017 roku 6,3% akcji eSky Group zostało wykupione za 15,6 mln złotych przez Grupę Wirtualna Polska, która w marcu 2020 roku zdecydowała się na sprzedaż w ramach opcji put posiadanego pakietu akcji eSky.
W styczniu 2019 roku aplikacja eSky umożliwiająca wyszukiwanie lotów pojawiła się w polskiej wersji Asystenta Google.
W 2020 roku ⁣Łukasz Habaj, jeden z założycieli eSky, powrócił do spółki, żeby w roli prezesa zarządu przeprowadzić ją przez największy kryzys branży turystycznej wywołany pandemią COVID-19.
W lutym 2022 roku fundusz MCI.PrivateVentures FIZ należący do notowanego na giełdzie MCI Capital zawarło umowę kupna 55 proc. akcji eSky Group. Celem funduszu było wsparcie polskiej platformy podróży w umocnieniu pozycji na globalnym rynku i realizacji strategii budowy przewagi technologicznej. Założyciele eSky Group pozostali akcjonariuszami kontrolującymi posiadającymi łącznie 45% udziałów spółki, a kwota transakcji wyniosła ok. 158 mln zł i objęła również dokapitalizowanie spółki.
W 2023 roku eSky Group po raz pierwszy w swojej historii przekroczyła pułap 3 mld zł w przychodach ze sprzedaży, osiągając wynik 3,5 mld zł wyrażony jako łączna wartość zrealizowanych transakcji (ang. Total Transaction Value). Z kolei zysk EBITDA spółki wyniósł wówczas 81 mln zł. W 2023 roku z usług firmy skorzystało 3,3 mln klientów, a łączna liczba rezerwacji wyniosła 2,2 mln.
W kwietniu 2024 roku eSky Group nawiązała współpracę z największym niskokosztowym przewoźnikiem w Europie – linią lotniczą Ryanair. Dzięki umowie klienci eSky zyskali dostęp do pełnej oferty połączeń lotniczych oraz możliwości rezerwacji lotów popularnego low-costa bezpośrednio na platformie. Założeniem partnerstwa było uzyskanie transparentności cen oraz bezpośredni dostęp klientów platformy podróży do swoich rezerwacji lotniczych poprzez system przewoźnika. W kwietniu 2025 r. umowa o współpracę między eSky Group a Ryanair została przedłużona o kolejne dwa lata.
We wrześniu 2024 roku na mocy umowy o akwizycji podpisanej z funduszem Fosun Tourism Group eSky Group dokonała przejęcia najstarszej marki turystycznej na świecie – Thomas Cook (z wyjątkiem jej działalności w Chinach i Indiach). Główny cel przejęcia to wykorzystanie 180-letniego doświadczenia Thomas Cook w turystyce zorganizowanej, by eSky Group weszła do pierwszej trójki największych touroperatorów sprzedających pakiety dynamiczne w Europie. Ponadto z perspektywy eSky celem akwizycji było umocnienie swojej pozycji w Wielkiej Brytanii i Europie Zachodniej, a także przyspieszenie ekspansji zagranicznej w krajach, gdzie marka Thomas Cook jest najbardziej znana. Thomas Cook ma jedną z najbardziej rozpoznawalnych marek na rynku turystycznym w Wielkiej Brytanii. W wyniku przejęcia brytyjska firma zyska dostęp do portfolio lotniczego eSky składającego się z ponad 500 przewoźników regularnych i low-cost, takich jak m.in. Lufthansa Group czy Ryanair.
W grudniu 2024 r. udostępniono zaktualizowaną aplikację eSky 3.0 na systemy Android i iOS. Wersja wprowadziła m.in. spersonalizowane „Okazje dnia”, rozszerzyła wyszukiwanie lotów według terminów i długości pobytu, a także zyskała nową strefę do zarządzania rezerwacjami. W II kwartale 2025 r. planowane jest dodanie dynamicznych pakietów City Break i Wakacje.
6 lutego 2025 roku Andrzej Kozłowski, dotychczasowy wiceprezes i CFO, objął stanowisko prezesa eSky Group, zastępując Łukasza Habaja, który ustąpił z powodów zdrowotnych i pozostał w Radzie Nadzorczej. Kozłowski jest związany z firmą od 2015 roku, a od 2016 zasiada w jej zarządzie. Ma ponad 15-letnie doświadczenie w finansach i zarządzaniu, które zdobywał m.in. w Deloitte oraz podczas kierowania rozwojem eSky w obszarach operacyjnym i międzynarodowym, przyczyniając się do ponad 10-krotnego wzrostu EBITDA).